# Apechoneura brevicauda
Apechoneura brevicauda là một loài tò vò trong họ Ichneumonidae.